# سيمون كريستيان همر
سيمون كريستيان همر (بالنرويجية البوكمول: Simon Christian Hammer)‏ هو رئيس تحرير صحيفة وصحفي نرويجي، ولد في 1866، وتوفي في 1932.